# Hit&Fun
Hit&Fun es un álbum recopilatorio del dúo de J-Pop Puffy AmiYumi lanzado el 14 de febrero de 2007 en Japón.

## Lista de temas

### Disco 1
1. Tokyo I'm On My Way
2. 海へと (Umi e to - Into the Beach)
3. 渚にまつわるエトセトラ (Nagisa ni Matsuwaru Et Cetera - Electric Beach Fever)
4. HiHi
5. 働く男 (Hataraku Otoko)
6. 赤いブランコ (Akai Buranko - Red Swing)
7. サーキットの娘 (Curcuit no Musume - Wild Girls on Curcuit)
8. パフィーのルール (Puffy no Rule - Puffy's Rule)
9. これが私の生きる道 ( Kore ga Watashi no Ikiru Michi - That's The Way It Is)
10. ともだち (Tomodachi - Friends)
11. モグラライク (Mogura Like - Mole-Like)
12. ブギウギ No.5 (Boogie Woogie No.5)
13. Teen Titans Theme
14. 人にやさしく (Hito ni Yasashiku)
15. 愛のしるし (Ai no Shirushi - Sign of Love)
16. Invisible Tomorrow
17. ハズムリズム (Hazumu Rizumu)
18. たららん (Tararan - Talalan)
19. アジアの純真 (Ajia no Junshin - True Asia)
20. オトメモリアル (Otome Mori Aru)

### Disco 2
1. Call Me What You Like
2. Go Baby Power Now
3. TEEN TITANS THEME -POLYSICS' CR-06 MIX-
4. Basket Case (Live at 日比谷野音　2006/5/13)

## Sencillos
1. ハズムリズム (Hazumu Rizumu)
2. 働く男 (Hataraku Otoko)/Lucy in the Sky With Diamonds/Don't Bring Me Down